# Léa, l'hiver
Pour plus de détails, voir Fiche technique et Distribution.
Léa, l'hiver est un film français réalisé par Marc Monnet, sorti en 1971.

## Synopsis
La découverte du corps de Léa sur une plage d'Ibiza est à l'origine d'une enquête au cours de laquelle vont apparaître les faits marquants des dernières années de l'existence de la jeune fille.

## Fiche technique
- Titre : Léa, l'hiver
- Réalisation : Marc Monnet
- Scénario et dialogues : Marc Monnet
- Photographie : Claude Beausoleil
- Musique : Olivier Bloch-Lainé
- Son : Pierre Lenoir
- Montage : Laurence Leininger
- Assistant réalisateur : Jean-Patrick Lebel
- Directeur de production : Jacques Rouffio
- Société de production : International Cinévision
- Pays d'origine :  France
- Genre : policier
- Durée : 90 minutes
- Date de sortie : France - 18 août 1971

## Distribution
- Karen Blanguernon : Léa
- Gilles Segal : Jacques
- Jean-Claude Bouillon : Lenzo
- Monique Mélinand : la mère de Léa
- Hente Soderland : Barbara
- Jacques Higelin : Harold
- Norbert Carbonnaux
- Louis Daquin
- César Torrès

## Distinctions
Le film a été présenté à la Quinzaine des réalisateurs, en sélection parallèle du festival de Cannes 1971.